# A Very Murray Christmas
A Very Murray Christmas ist ein US-amerikanischer Weihnachtsfilm aus dem Jahr 2015. Benannt ist der Film nach dem Hauptdarsteller Bill Murray, Regie führte Sofia Coppola. Der Film läuft seit dem 4. Dezember 2015 auf Netflix.

## Handlung
Der bekannte Entertainer Bill Murray soll im berühmten Carlyle Hotel in New York City ein Weihnachtsspecial mit vielen prominenten Gästen moderieren. Aufgrund eines Schneesturms ist New York jedoch von der Außenwelt abgeschnitten, und er steht allein auf der Bühne. Er will schon kurz nach Beginn der Sendung hinschmeißen, trifft aber zufällig auf Chris Rock und führt mit ihm die Sendung bis zu einem Stromausfall fort. Anschließend feiert er mit ein paar Angestellten und Gästen des Hotels in der Bar zusammen Weihnachten und singt mit ihnen bekannte Weihnachtslieder.

## Produktion
Im Oktober 2014 wurde die Produktion eines Weihnachtsspecials mit Bill Murray in der Hauptrolle bekanntgegeben, wobei Sofia Coppola Regie führt und das Drehbuch schreibt.
Im Mai 2015 wurden weitere Details zur Besetzung bekannt sowie dass der Film seine Premiere auf Netflix feiert.

## Songs
- The Christmas Blues – Bill Murray
- Let It Snow! Let It Snow! Let It Snow! – Bill Murray, Amy Poehler und Julie White
- Jingle Bells – Bill Murray
- Do You Hear What I Hear? – Bill Murray und Chris Rock
- Baby, It’s Cold Outside – Jenny Lewis und Bill Murray
- The Twelve Days of Christmas – Dmitri Dmitrov
- O Tannenbaum – David Johansen
- Good King Wenceslas – Jenny Lewis
- Alone on Christmas Day – Phoenix, Jason Schwartzman, Bill Murray und David Johansen
- Christmas (Baby Please Come Home) – Maya Rudolph
- I Saw the Light – Jason Schwartzman, Rashida Jones, Maya Rudolph, Johansen und Bill Murray
- Fairytale of New York – Darsteller
- Sleigh Ride – Bill Murray und Miley Cyrus
- Silent Night – Miley Cyrus
- Santa Claus Wants Some Lovin – Bill Murray und George Clooney
- Let It Snow, Let It Snow, Let It Snow – Bill Murray, Miley Cyrus und George Clooney
- We Wish You a Merry Christmas – Bill Murray